# 1887 no Brasil
Esta é uma cronologia dos fatos acontecimentos de ano 1887 no Brasil.

## Incumbentes
- Imperador – D. Pedro II (1831–1889)
- Presidente do Conselho de Ministros – João Maurício Wanderley, Barão de Cotegipe (1885–1888)

## Eventos
- 27 de junho: Fundação do Imperial Estação Agronômica de Campinas, também conhecido como Instituto Agronômico do Estado de São Paulo (1897); Instituto Agronômico de Campinas. [1]
- 26 de junho: O Clube Militar é fundado no Rio de Janeiro.
- 30 de junho: Início da terceira Regência da Princesa Isabel.[2]
- 20 de outubro: As terras indígenas das aldeias extintas são transferidas ao domínio das províncias.

## Nascimentos
- 10 de janeiro: José Américo de Almeida, político e escritor (m. 1980).